# Амазонија
Амазонија (порт. Floresta Amazônica или Amazônia) је велико шумско пространство (прашума) на северу Јужне Америке. Име је добило по реци Амазон. Заузима око 5,5 милиона квадратних километара површине. Налази се на територији девет држава: Бразил (60% прашуме), Колумбија, Перу, Венецуела, Еквадор, Боливија, Гвајана, Суринам и Француска Гвајана. Геолози сматрају да су Анди, приликом судара геолошких плоча, заокружили све воде Јужне Америке. Ерозијом источне обале оне су потекле ка Атлантском океану, створивши Амазонији, тзв. плућа данашњег човечанства. Шума Амазоније је 2019. године доживела велику сечу стабала те је то проузроковало и највеће пожаре још од 2013. године.
Већина шума се налази у Бразилу, са 60% прашуме, чему следи Перу са 13%, Колумбија са 10%, а са мањим површинама су Боливија, Еквадор, Француска Гвајана, Гвајана, Суринам и Венецуела. Четири нације имају „Амазонас“ као име једне од својих административних регија првог нивоа, а Француска користи назив „Гвајански амазонски парк“ за своје заштићено подручје од кишних шума. Амазон представља више од половине преосталих прашума на планети, и обухвата највећи и најразноврснији предео тропских прашума на свету, са процењених 390 милијарди појединачних стабала подељених у 16.000 врста.
Више од 30 милиона људи из 350 различитих етничких група живи у Амазонији, која је подељена на 9 различитих националних политичких система и 3,344 формално признатих аутохтоних територија. Аутохтони народи чине 9% укупног становништва, а 60 група остаје углавном изоловано.

## Галерија
- Хоацин
- Дрекавац
- Смеђогрли тропрсти лењивац
- Царски тамарин
- Плава отровна стреличаста жаба
- Јужноамерички јагуар
- Ћелави уакари
-Paraponera clavata мрави имају изузетно болан убод
- Папагаји на глини у националном парку Јасуни, Еквадор